# Сен-Капре (Алье)
Сен-Капре́ (фр. Saint-Caprais) — коммуна во Франции, находится в регионе Овернь. Департамент коммуны — Алье. Входит в состав кантона Эриссон. Округ коммуны — Монлюсон.
Код INSEE коммуны — 03222.

## Население
Население коммуны на 2008 год составляло 95 человек.
| 1962 | 1968 | 1975 | 1982 | 1990 | 1999 | 2008 |
| ---- | ---- | ---- | ---- | ---- | ---- | ---- |
| 225  | 225  | 165  | 125  | 112  | 92   | 95   |

## Экономика
В 2007 году среди 56 человек в трудоспособном возрасте (15—64 лет) 44 были экономически активными, 12 — неактивными (показатель активности — 78,6 %, в 1999 году было 75,9 %). Из 44 активных работали 41 человек (21 мужчина и 20 женщин), безработными были 3 мужчин. Среди 12 неактивных 2 человека были учениками или студентами, 4 — пенсионерами, 6 были неактивны по другим причинам.

## Достопримечательности
- Церковь Сен-Капре (XIX век)